# Monte Bo di Valsesia
Il monte Bo di Valsesia (2.071 m s.l.m.) è una montagna delle Alpi Pennine.
È situata in Valsesia (VC), sul confine tra i territori comunali di Piode e Rassa.

## Toponimo
Vari studiosi affermano che il nome Bo deriverebbe da Boso o Bioso, toponimo quest'ultimo che a fine Ottocento era ancora in uso in Valsesia. Il geografo Giovanni Marinelli, oltre a prendere atto come Bioso venisse usato in Valsesia per indicare il Monte Rosa nel suo complesso, scrisse che il nome « molto evidentemente corrisponde al Monboso, ricordato, e forse in parte salito da Leonardo da Vinci ». Nella citazione leonardesca tale toponimo venne però forse utilizzato dall'autore per riferirsi ai soli contrafforti sud-orientali del Rosa.
Oltre al Bo di Valsesia esiste anche una più nota Cima di Bo, situata a non molti km di distanza.

## Descrizione

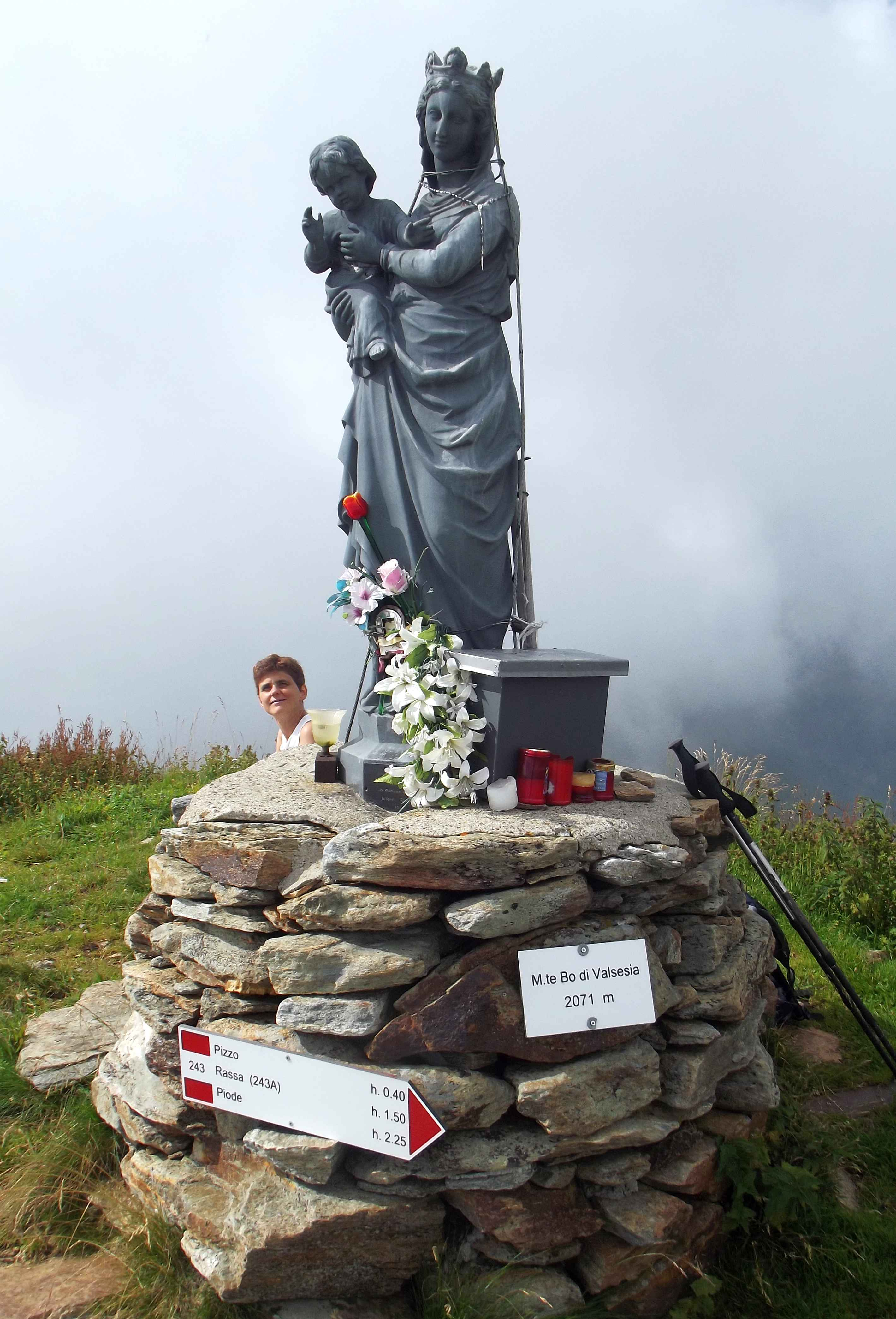
La madonnina sulla cima

La montagna si trova sulla cresta spartiacque che divide la val Sorba dalla conca di Meggiana, bacini entrambi tributari dal ramo principale della Valsesia. Tale crinale si origina dal Testone delle Tre Alpi, dal quale il Bo è separato da un colletto denominato Colma Colora o Bocchetta del Bo (2.023 m s.l.m.).' 
Il panorama dalla vetta della montagna è interessante in particolare verso il Gruppo del Rosa e il solco principale della Valsesia. 
Sulla cima, oltre ad una statua della Madonna, si trova il punto geodetico trigonometrico dell'IGM denominato Monte Bo di Valsesia (cod. 030008).

## Accesso alla cima
Il Bo di Valsesia può essere raggiunto per sentiero a partire dalla strada che collega Piode con l'Alpe Meggiana e che transita per l'Alpe Pizzo.
Si può anche salire per l'ampia cresta nord partendo dalla Colma Colora, che a sua volta si può raggiungere a piedi dall'Alpe Meggiana (segnavia CAI 41a, codice catasto 241a) o dall'alpe Sorbella (segnavia CAI52c, codice catasto252c). La montagna è inoltre collegata da un altro sentiero (segnavia n. 44) al Testone delle Tre Alpi, dal quale dista circa mezz'ora di cammino.
Il Bo è anche la meta di un impegnativo itinerario per mountain bike con partenza da Rassa e che transita per l'Alpe Selvaccia.

## Punti d'appoggio
- Rifugio privato Alpe Meggiana